# Richard Münch (Soziologe)
Richard Friedrich Münch (* 13. Mai 1945 in Niefern) ist ein deutscher Soziologe und Hochschullehrer.

## Leben
Richard Münch wuchs in Niefern bei Pforzheim auf, wo er 1965 am Hebel-Gymnasium die allgemeine Hochschulreife erlangte. Nach Studium und Promotion zum Dr. phil. (1971) an der Ruprecht-Karls-Universität Heidelberg habilitierte sich Münch 1972 an der Universität Augsburg. Anschließend nahm er einen Ruf an die Universität zu Köln (1974–1976) an und hatte anschließend eine ordentliche Professur für Soziologie an der Heinrich-Heine-Universität Düsseldorf (1976–1995) sowie seit 1995 an der Otto-Friedrich-Universität Bamberg inne. Seit 2013 ist er dort Emeritus of Excellence.
Seit 2015 ist er Seniorprofessor für Gesellschaftstheorie und komparative Makrosoziologie an der Zeppelin Universität in Friedrichshafen. Münch war in den 1980er Jahren mehrfach als Gastprofessor an der University of California, Los Angeles (UCLA) tätig. Im Wintersemester 2013/2014 war er Gastprofessor an der Universität Göttingen, im Wintersemester 2016/2017 Luhmann-Gastprofessor an der Universität Bielefeld.
Arbeitsschwerpunkte von Münch sind die soziologische Theorie, historisch-vergleichende Soziologie und soziologische Gegenwartsdiagnose. Er forscht zu Fragen der Globalisierung, der Europäisierung, der medialen Kommunikation, des internationalen Wettbewerbs in Bildung und Forschung und des gesellschaftlichen Wandels.
Münch ist Mitglied der Berlin-Brandenburgischen Akademie der Wissenschaften. Die Deutsche Gesellschaft für Soziologie ehrte ihn 2018 mit dem Preis für ein hervorragendes wissenschaftliches Lebenswerk; 2022 erhielt er den Meyer-Struckmann-Preis für geistes- und sozialwissenschaftliche Forschung.

## Lehre

### Anknüpfen an Talcott Parsons
Münch war zunächst ein relativ orthodoxer Vertreter des von Talcott Parsons begründeten Strukturfunktionalismus und seiner Systemtheorie. Er trug entscheidend dazu bei, Parsons’ „grand theory“ in Deutschland sowohl gegen die Konkurrenz akteurszentrierter Ansätze (Symbolischer Interaktionismus, Theorie der rationalen Entscheidung) als auch gegen die Systemtheorie Niklas Luhmanns zu verteidigen. Münch gilt als der ‚amerikanischste‘ deutsche Soziologe.
In Theorie des Handelns (1982) entwirft Münch eine Rekonstruktion der Theorien von Talcott Parsons sowie Émile Durkheim und Max Weber, wobei das von Parsons geschaffene und von ihm modifizierte AGIL-Schema (four functions paradigm) als Bezugsrahmen fungiert. Die zentrale Aussage ist, dass funktionale Differenzierung in autonome Systeme kein „fundamentales Bauprinzip der Moderne“ sei (so Rezensent Bernhard Giesen), sondern „ein sekundärer Vorgang, dessen Betonung den integrativen Kern der modernen Ordnung eher verdeckt“. Parsons war von der Kritik (Symbolischer Interaktionismus, Theorie der rationalen Entscheidung) vorgeworfen worden, die Mikroebene individuellen Handelns gegenüber der Makroebene gesellschaftlicher Normen und Strukturen zu vernachlässigen. Münch betont dagegen gerade die „Koexistenz von individueller Handlungsautonomie und sozialer Ordnung“ als „zentrale Idee der Moderne“.
In Die Kultur der Moderne (1986, 2 Bde.) versucht Münch, die Entwicklung der modernen Gesellschaft seit dem 17. Jahrhundert vergleichend an den Beispielen Großbritannien, der USA, Frankreichs und Deutschlands zu zeigen. Dabei ordnet er diesen Ländern jeweils eine Funktion des AGIL-Schemas von Talcott Parsons zu, die die nationale Spielart der Kultur der Moderne jeweils idealtypisch präge. So seien die USA in allen Gesellschaftsbereichen von der Dominanz der Marktwirtschaft und dem daraus resultierenden Konkurrenzdenken geprägt (Marktkultur), Frankreich vom Herrschaftsanspruch des Zentralstaats (Staatskultur), Großbritannien (vgl. Gentlemen’s Agreement) von einer Kompromisskultur, Deutschland (vgl. Dichter und Denker) von kulturellen Streben nach Konsens (im Gegensatz zum Kompromiss), der möglichst wissenschaftlich fundiert ist. Dieses analytische Raster überträgt Münch auf verschiedene konkrete Problemfelder, so etwa auf die Analyse von Unterschieden in der Umweltpolitik der verglichenen nationalen Gesellschaften (1996: Risikopolitik; 2000: Regulative Demokratie; 2001: Democracy at Work).

### Das ‚alteuropäische Denken‘ schlägt zurück – Kritik an Luhmanns „altdeutschem Staatszentrismus“
Dass Münch die zentrale Triebkraft der Moderne in der permanenten Spannung zwischen der Realität und den eigenen normativen Ansprüchen sieht, unterscheidet ihn wesentlich von Niklas Luhmann. Nach Luhmann gibt es keine gesellschaftsweiten, verbindlichen Wertvorstellungen: Im Wirtschaftssystem zählt nur Zahlungsfähigkeit; in der Politik nur Macht etc. Demgegenüber betont Münch im Anschluss an Parsons die Interpenetration, sprich gegenseitige Durchdringung der Werte der einzelnen Funktionssysteme mithilfe von symbolisch generalisierten Kommunikationsmedien (bei ihm Geld, Macht, Reputation, kulturelle Symbole, „Werte“). Luhmann betont die autopoietische Geschlossenheit der Systeme, Münch gerade die Offenheit für die Kommunikationsmedien der jeweils anderen Systeme. Implizit bleibt dabei jedoch das Kultursystem mit seinen normativen „Werten“ maßgeblich. Luhmanns Kritik an normativen Gesellschaftstheorien als aristotelischem, „alteuropäischem Denken“ weist Münch zurück; Luhmanns Theorie sei vielmehr „altdeutsch“, „aus der Sicht des Verwaltungsjuristen“ konstruiert und enthalte daher einen „heimlichen Staatszentrismus“ (1984: Die Struktur der Moderne).

### Die Moderne – trotz und wegen immer intensiverer Kommunikation ein „unvollendbares Projekt“ (Kritik an Habermas)
In den 1990er Jahren wandte sich Münch von der theoretischen und historischen Soziologie ab und stärker der empirischen Gegenwartsdiagnose zu. In zwei Werken zur „Kommunikationsgesellschaft“ (1991, 1995) betonte er die Intensivierung der globalen Kommunikationsströme und deren Bedeutung für die Entwicklung der Moderne, deren zentrales Wesen er in permanenter, dialektischer Selbstkritik wegen der Nicht-Erfüllung eigener Versprechen sieht. Anders als Jürgen Habermas betrachtet Münch die Moderne nicht nur als „unvollendetes“, sondern auch als „unvollendbares Projekt“. Versuche, die Moderne als „verwirklicht“ zu erklären, mündeten in Totalitarismus; der Kommunismus sei ein solches Projekt gewesen.
Auch wenn Münch Habermas näher steht als Luhmann, weist er doch dessen kritische gewendete Systemtheorie („Kolonisierung der Lebenswelt durch die Systeme“) zurück, da sie letztlich keinen theoretisch abgesicherten Gegenentwurf gegen Luhmanns affirmative Systemtheorie, keine eigene „grand theory“ zu bieten habe. Habermas’ Entwurf der „idealen Sprechsituation“ sei zudem naiv-utopisch; in der entfesselten Kommunikationsgesellschaft gebe es kein Zurück in einen beschaulichen, bildungsbürgerlichen Diskurs, in dem nur das bessere Argument zähle. Allenfalls könne und müsse man mit dieser Utopie im Hinterkopf immer wieder versuchen, die „Inflation der Worte“, der diese als symbolisch generalisiertes Kommunikationsmedium ebenso unterliegen wie Geld, einzudämmen.
Zugleich jedoch erteilt Münch auch Theorien der Postmoderne eine Abfuhr; er hält sie für ähnlich resignativ wie von New Age oder dem Buddhismus inspirierte Gesellschafts-Esoterik, die den Versuch, die Gesellschaft nach normativen Aspekten umzugestalten, für endgültig gescheitert betrachte und mit einer Laissez-faire-Mentalität den Rückzug in die Innerlichkeit fördere.

### Leitbild der modernen Gesellschaft: USA oder ein post-nationales Europa?
In seinen neueren Buchveröffentlichungen, inspiriert durch Émile Durkheims De la division du travail social, wandte sich Münch, der Europa bis dahin zumindest implizit meist einen Modernitätsrückstand gegenüber der US-amerikanischen Gesellschaft unterstellt hatte, den sich zunehmend integrierenden europäischen Gesellschaften mit positiverem Interesse zu.
Europa erscheint nun tendenziell als Ort einer „gemäßigteren“ Moderne, die deren destruktive Folgen eher durch Solidarität zu mildern in der Lage sei. Womöglich macht sich dabei auch eine Rezeption von Ideen der Globalisierungskritik bemerkbar (1993: Das Projekt Europa; 2008: Die Konstruktion der europäischen Gesellschaft).
Die deutsche Hochschulpolitik folgt – so seine Analyse in „Die akademische Elite“ – zunehmend dem amerikanischen Modell, ohne dieses verstanden zu haben. Dabei werden die Stärken des deutschen Universitätswesens zunehmend zerstört; die verwendeten Methoden zur Evaluation wissenschaftlicher Qualität sind fragwürdig und werden nicht ausreichend kritisch reflektiert. Es konnten sich Machtstrukturen etablieren, die dazu führen, dass Fördermittel immer wieder in die gleichen Kanäle fließen und so bestehende Strukturen fatal stärken (2007: Die akademische Elite; 2009: Globale Eliten, lokale Autoritäten).

### Akademischer Kapitalismus
Münch hat sich eingehend mit der globalen Ausbreitung eines „akademischen Kapitalismus“ beschäftigt. Universitäten agieren als Unternehmen, die Ressourcen generieren, um sie im Wettbewerb mit anderen Universitäten in Gewinne an materiellem und symbolischem Kapital, d. h. an Geld und Prestige, umzumünzen. Sie akkumulieren Geld und Prestige in einem zirkulären Prozess. Es bildet sich so ein Oligopol reicher Eliteuniversitäten heraus, die sich von der breiten Masse nur bescheiden ausgestatteter Universitäten abheben. Um sich im externen Wettbewerb behaupten zu können, benötigen unternehmerische Universitäten intern ein effektives Qualitätsmanagement und eine strategische Planung des Drittmittelerwerbs mittels Verbundforschung. Die unternehmerische Universität ist deshalb, vor allem bei der um Anerkennung kämpfenden breiten Masse, auch eine Audit-Universität und eine strategisch planende Drittmittel-Universität (2011: Akademischer Kapitalismus; 2014: Academic Capitalism; 2020: Academic capitalism; Münch und Baier 2012: Institutional struggles for recognition; Münch und Baier 2013: Institutioneller Wettbewerb; Wieczorek und Münch 2023: Academic capitalism and market thinking in higher education).

### Der internationale Bildungswettbewerb
In der jüngeren Vergangenheit hat Richard Münch zusammen mit Postdoktoranden und Doktoranden den internationalen Bildungswettbewerb eingehenden Untersuchungen unterzogen. Im Rahmen des internationalen Benchmarkings zwischen den Bildungssystemen hat sich nach ihrer Analyse weltweit ein Paradigma der Schulsteuerung herausgebildet, das den Prinzipien des New Public Management (NPM) folgt. Schulen sollen mehr Autonomie erhalten, Eltern mehr Freiheit bei der Schulwahl und mehr Verbraucherrechte. Regelmäßige und zentral koordinierte Evaluierungen der Schulleiter und Lehrer sowie Leistungstests der Schüler sollen sicherstellen, dass die neuen Freiheiten nicht missbraucht, sondern zur Verbesserung der Schülerleistungen genutzt werden. Um die OECD als Anbieter des einflussreichsten internationalen Bildungs-Benchmarkings mit ihrem Programme for International Student Assessment (PISA) hat sich ein mächtiges Netzwerk globaler Akteure gebildet, das die weltweite Verbreitung dieser Agenda mit Nachdruck vorantreibt. Es gibt nach den Analysen von Münchs Team jedoch keine Belege dafür, dass die in vielen Ländern durchgeführten Reformen zu einer Verbesserung geführt haben, weder im Hinblick auf die durchschnittlichen Leistungen noch im Hinblick auf die Verringerung der Ungleichheit der Bildungsleistungen und die Reduzierung des Einflusses der sozialen Herkunft auf diese Leistungen (2018: Der bildungsindustrielle Komplex; 2020: Governing the School; Münch und Wieczorek 2022: In search of quality and equity; Münch und Wieczorek 2023: Improving schooling through effective governance. The United States, Canada, South Korea, and Singapore in the struggle for PISA scores; Münch, Wieczorek und Dressler, 2022: Equity lost; Münch, Wieczorek und Gerl 2022: Education regime and creativity; Wieczorek, Münch, Brand und Schwanhäuser 2023: Field-crossing social capital).

### Die Herrschaft der Inzidenzen und Evidenzen
In einer Studie zur Herrschaft der Inzidenzen und Evidenzen unterwirft Münch „datengetriebenes“ Regieren mittels Zahlen, Inzidenzen und Evidenzen in der Bewältigung der Corona-Pandemie und in der Schulbildung einer eingehenden soziologischen Analyse. Im Vordergrund stehen drei Fragen: (1) Wie weit instrumentalisiert diese Art des Regierens die Wissenschaft für die eigenen Legitimationszwecke? (2) Wie weit führt sie zu einer politisch-administrativen Gleichschaltung aller Sektoren der Gesellschaft? (3) Wie weit verfängt sie sich in den Fallstricken des Szientismus, indem Zahlen und abstrakte Modellrechnungen einen Schematismus des Entscheidens erzeugen, der die Komplexität der konkreten Realität verfehlt, sodass die gesetzten Ziele nicht erreicht und eine Vielzahl von unerwünschten Nebenwirkungen einen Strich durch die Rechnung machen? Münch konstatiert eine Verdrängung der offenen Konfliktaustragung demokratischen und rechtsstaatlichen Regierens durch die Regierungsform eines benevolenten Paternalismus (2022: Die Herrschaft der Inzidenzen und Evidenzen).

### Polarisierte Gesellschaft
Dem Wandel von der modernen Massenwohlstandsgesellschaft zu einer postindustriellen und postmodernen, in Klassen und Identitätsgruppen gespaltenen Gesellschaft widmet sich Münch in einer Untersuchung zur polarisierten Gesellschaft. Konflikte um die Anerkennung von Identitäten und kulturellen Traditionen sowie um die Teilhabe an Wohlstand und Macht verschärfen sich massiv. Die Untersuchung mündet schließlich in die Frage, wodurch diese Gesellschaft überhaupt noch zusammengehalten werden kann. Das verlangt nach seiner Analyse eine offene, unverzerrte Artikulation und Austragung der tiefgreifenden Konflikte im Zentrum der parlamentarischen Demokratie, dezidiert mehr und nicht weniger Demokratie. Entscheidende Bedeutung für die Überwindung des Konflikts zwischen Globalismus und Lokalismus hat die Förderung der Innovations- und Integrationskraft des zugleich global vernetzten und lokal verwurzelten unternehmerischen Mittelstandes als Träger der internationalen Arbeitsteilung und der nicht nur ökonomisches, sondern auch soziales Kapital generierenden globalen Wertschöpfungsnetzwerke (2023: Polarisierte Gesellschaft).

## Zitate
- Kritik an der Systemtheorie Luhmanns: Dessen Theorie lasse „sich weder als […] Beschreibung der Realität moderner Gesellschaften noch als ein Ausgangspunkt zur Lösung ihrer Probleme gebrauchen. Dem [ganzen] liegt eine […] vom Meister selbst, seinen Interpreten und Kritikern nicht bemerkte […] Verwechslung von analytischer Konstruktion und empirischer Realität zugrunde. Man kann analytisch konstruieren, wie Ökonomie, Politik, Recht und Wissenschaft autopoietisch funktionieren würden. Das konkrete gesellschaftliche Handeln ist jedoch immer ein Geflecht von Ökonomie, Politik, Recht und Wissenschaft zugleich. […] Gerade in der modernen Gesellschaft sind die empirischen Systeme (oder besser: Handlungsfelder) von Wirtschaft, Politik, Recht und Wissenschaft […] Interpenetrationszonen von Systemen, die allein analytisch voneinander zu trennen sind, empirisch jedoch stets […] zusammenwirken“. (1991: Dialektik der Kommunikationsgesellschaft, S. 172 f.)

## Schriften
- 1972: Mentales System und Verhalten. Grundlagen einer allgemeinen Verhaltenstheorie (Dissertation). Mohr-Siebeck, Tübingen, ISBN 3-16-533292-4.
- 1973: Gesellschaftstheorie und Ideologiekritik (Habilitationsschrift). Hoffmann und Campe, Hamburg, ISBN 3-455-09090-7.
- 1976: Theorie sozialer Systeme. Eine Einführung in Grundbegriffe, Grundannahmen und logische Struktur. Westdeutscher Verlag, Opladen, ISBN 3-531-21365-2.
- 1976: Legitimität und politische Macht. Westdeutscher Verlag, Opladen, ISBN 3-531-11375-5.
- 1982: Basale Soziologie: Soziologie der Politik. Westdeutscher Verlag, Opladen, ISBN 3-531-11439-5.
- 1982: Theorie des Handelns. Zur Rekonstruktion der Beiträge von Talcott Parsons, Emile Durkheim und Max Weber. Suhrkamp, Frankfurt, ISBN 3-518-28304-9.
- 1984: Die Struktur der Moderne. Grundmuster und differentielle Gestaltung des institutionellen Aufbaus der modernen Gesellschaften. Suhrkamp, Frankfurt, ISBN 3-518-28578-5.
- 1986: Die Kultur der Moderne. Bd. 1: Ihre Grundlagen und ihre Entwicklung in England und Amerika, Bd. 2: Ihre Entwicklung in Frankreich und Deutschland. Suhrkamp, Frankfurt ISBN 3-518-28679-X.
- 1987: Theory of Action. Towards a New Synthesis Going Beyond Parsons, London: Routledge & Kegan Paul.
- 1988: Understanding Modernity. Towards a New Perspective Going Beyond Durkheim and Weber, London: Routledge & Kegan Paul.
- 1991: Dialektik der Kommunikationsgesellschaft. Suhrkamp, Frankfurt, ISBN 3-518-28480-0.
- 1993: Das Projekt Europa. Zwischen Nationalstaat, regionaler Autonomie und Weltgesellschaft. Suhrkamp, Frankfurt, ISBN 3-518-28703-6.
- 1994: Sociological Theory Vol. I: From the 1850s to the 1920s, Vol. II: From the 1920s to the 1960s, Vol III: Development Since the 1960s. Nelson Hall, Chicago, ISBN 0-8304-1394-4.
- 1995: Dynamik der Kommunikationsgesellschaft. Suhrkamp, Frankfurt, ISBN 3-518-28781-8.
- 1996: Risikopolitik. Suhrkamp, Frankfurt, ISBN 3-518-28842-3.
- 1998: Globale Dynamik, lokale Lebenswelten. Suhrkamp, Frankfurt, ISBN 3-518-28942-X.
- 2000: Regulative Demokratie. Politik der Luftreinhaltung in Großbritannien, Frankreich, Deutschland und den USA. Campus, Frankfurt/New York (Herausgeber mit Christian Lahusen).
- 2001: Offene Räume. Soziale Integration diesseits und jenseits des Nationalstaats. Suhrkamp, Frankfurt, ISBN 3-518-29115-7.
- 2001: Democracy at Work. A Comparative Sociology of Environmental Regulation in the United Kingdom, France, Germany, and the United States. Praeger Publishers (Greenwood Press), Westport (Connecticut) (mit Christian Lahusen, Markus Kurth, Cornelia Borgards, Carsten Stark und Claudia Jauß).
- 2001: Offene Räume. Soziale Integration diesseits und jenseits des Nationalstaats. Suhrkamp, Frankfurt.
- 2001: The Ethics of Modernity. Formation and Transformation in Britain, France, Germany and the United States. Rowman & Littlefield, Lanham MD.
- 2001: Nation and Citizenship in the Global Age. From National to Transnational Civil Ties. Palgrave-MacMillan, Houndmills, Basingstoke.
- Soziologische Theorie. Campus, Frankfurt.
  - Bd. 1: Grundlegung durch die Klassiker. 2002, ISBN 3-593-37052-2.
  - Bd. 2: Handlungstheorie. 2003, ISBN 3-593-37158-8.
  - Bd. 3: Gesellschaftstheorie. 2004, ISBN 978-3-593-37591-5
- 2005: Grundzüge und Grundkategorien der staatlichen und gesellschaftlichen Entwicklung Frankreichs, in; Adolf Kimmel, Henrik Uterwedde, Hgg: Länderbericht Frankreich. Geschichte, Politik, Wirtschaft, Gesellschaft. VS Verlag 2., überarb. Aufl. Wiesbaden, ISBN 3-531-14631-9, S. 19–44.[1]
- 2007: Die akademische Elite. Zur sozialen Konstruktion wissenschaftlicher Exzellenz. Suhrkamp, Frankfurt, ISBN 978-3-518-12510-6.
- 2008: Die Konstruktion der europäischen Gesellschaft. Zur Dialektik von transnationaler Integration und nationaler Desintegration. Campus, Frankfurt, ISBN 3-593-38651-8.
- 2009: Das Regime des liberalen Kapitalismus. Inklusion und Exklusion im neuen Wohlfahrtsstaat. Campus, Frankfurt, ISBN 3-593-38894-4.
- 2009: Globale Eliten, lokale Autoritäten Bildung und Wissenschaft unter dem Regime von PISA, McKinsey & Co. Suhrkamp, Frankfurt ISBN 978-3-518-12560-1.
- 2010: European Governmentality. The Liberal Drift of Multilevel Governance. Routledge, London und New York.
- 2010: Das Regime des Pluralismus. Zivilgesellschaft im Kontext der Globalisierung. Campus, Frankfurt/New York.
- 2011: Akademischer Kapitalismus, Über die politische Ökonomie der Hochschulreform. Suhrkamp, Frankfurt, ISBN 978-3-518-12633-2.
- 2011: Das Regime des Freihandels, Entwicklung und Ungleichheit in der Weltgesellschaft. Campus, Frankfurt, ISBN 978-3-593-39521-0.
- 2012: Inclusion and Exclusion in the Liberal Competition State: The Cult of the Individual. Routledge, London und New York.
- 2014: Academic Capitalism. Universities in the Global Struggle for Excellence. Routledge, London und New York.
- 2016: The Global Division of Labour: Development and Inequality in World Society. Palgrave Macmillan, Houndmills, Basingstoke.
- 2018: Der bildungsindustrielle Komplex. Schule und Unterricht im Wettbewerbsstaat. Beltz Juventa, Weinheim, ISBN 978-3-7799-3950-4.
- 2020: Academic Capitalism. In: Politics. Oxford Research Encyclopedias. doi:10.1093/acrefore/9780190228637.013.15.
- 2020: Governing the School under Three Decades of Neoliberal Reform. From Educracy to the Education-Industrial Complex. Routledge, London und New York.
- 2022: Die Herrschaft der Inzidenzen und Evidenzen. Regieren in den Fallstricken des Szientismus. Campus, Frankfurt/New York ISBN 978-3-593-51603-5.
- 2023: Polarisierte Gesellschaft. Die postmodernen Kämpfe um Identität und Teilhabe. Campus, Frankfurt/New York, ISBN 978-3-593-51703-2.